# Sytze Gerke van der Laars
Sytze Gerke van der Laars (Amsterdam, 6 juni 1891 − Hilversum, 17 september 1938) was een Nederlands heraldicus.

## Biografie
Van der Laars was een zoon van heraldisch tekenaar Titus van der Laars (1861-1939) en Wopkje Valk. Hij werd vooral bekend van zijn wapens die hij maakte voor de Koffie Hag-albums: dit waren albums met ingeplakte plaatjes van onder andere gemeentewapens met bijbehorende wapenbeschrijvingen. Hij werkte voorts mee, samen met onder anderen zijn vader, aan de organisatie van een heraldische tentoonstelling te Zeist in 1936. Hij was ook de ontwerper van de vlag van de hoge commissaris van de Volkenbond in Danzig. 
Hijzelf was getrouwd met Bernardina Kampmeijer. Dochter Titia van der Laars werd harpist. Sytze overleed op 47-jarige leeftijd in 1938.

## Bibliografie

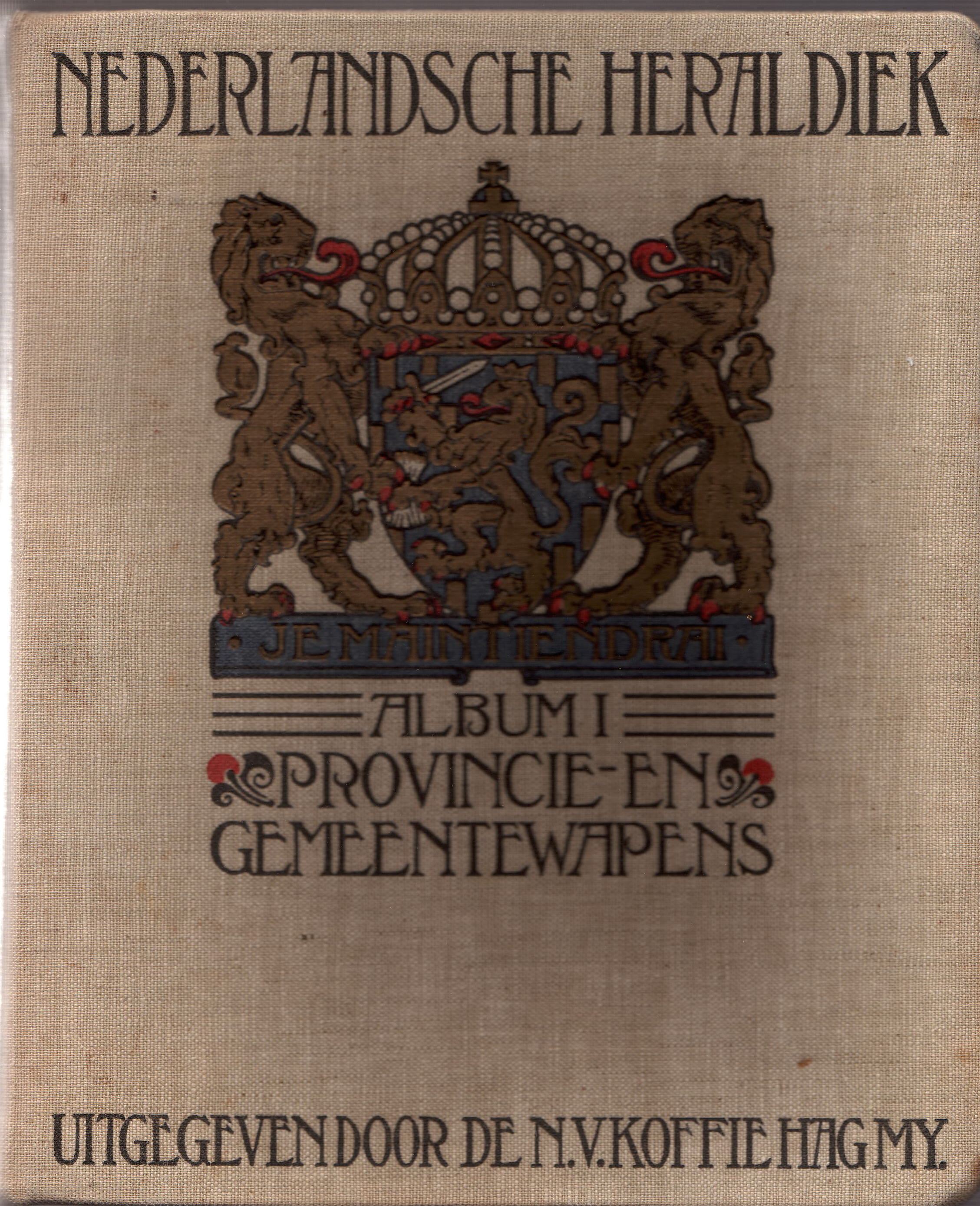
Eerste deel Nederlandsche heraldiek